# Shera Daneseová
Shera Daneseová (* 9. října 1949 Hartsdale, New York) je americká herečka. Byla manželkou herce Petera Falka, známého z televizního seriálu Columbo. Ztvárnila roli prostitutky Vicky v akční komedii Riskantní podnik z roku 1983 s Tomem Cruisem a Rebeccou De Mornayovou v hlavních rolích.
Objevila se v seriálech One Day at a Time, Serpico, Baretta, Three's Company, Kojak, Family, Hart to Hart, Starsky and Hutch nebo Charlieho andílci a zahrála si hlavní postavu ve třech dílech Columba, v němž se objevila celkově šestkrát. Dne 7. prosince 1977 se provdala za Petera Falka, se kterým byla až do jeho smrti v roce 2011.

## Herecká filmografie
- 1976 – Columbo: Posvítit si na vraždu (TV film)
- 1976 – Having Babies (TV film)
- 1977 – New York, New York
- 1978 – Columbo: Smrt ve sklence vína (TV film)
- 1978 – Fame (TV film)
- 1980 – Love Tapes, The (TV film)
- 1982 – Million Dollar Infield (TV film)
- 1982 – Your Place… or Mine (TV film)
- 1983 – Ace Crawford, Private Eye (TV seriál)
- 1983 – Riskantní podnik
- 1983 – Šumivé cyankáli (TV film)
- 1984 – Suzanne Pleshette Is Maggie Briggs (TV seriál)
- 1986 – The Ladies Club
- 1987 – Baby Boom
- 1989 – Columbo: Vražda jako autoportrét (TV film)
- 1990 – Mulberry Street (TV film)
- 1991 – Columbo: Columbo a vražda rockové hvězdy (TV film)
- 1992 – Unbecoming Age
- 1994 – Columbo: Columbo v přestrojení (TV film)
- 1997 – Columbo: Vražedné stopy (TV film)
- 2000 – Enemies of Laughter
- 2002 – John Q.
- 2003 – Who's Your Daddy? (I) (video film)
- 2005 – Poslední sbohem
- 2006 – Alpha Dog